# Ice Hockey Superleague 1999/2000
Die Saison 1999/2000 war die vierte Spielzeit der Ice Hockey Superleague, der höchsten britischen Eishockeyspielklasse. Britischer Meister wurden die London Knights, die sich in den Playoffs durchsetzten. Meister der regulären Saison wurden die Bracknell Bees.

## Modus
In der regulären Saison absolvierte jede der acht Mannschaften insgesamt 42 Spiele. Der Erstplatzierte wurde Meister der regulären Saison. Alle acht Mannschaften qualifizierten sich für die Playoff-Zwischenrunde, in der sie gemäß ihrer Platzierung in der regulären Saison in zwei Gruppen zu je vier Mannschaften aufgeteilt wurden. Dort trafen die Mannschaften gegen jeden Gruppengegner in Hin- und Rückspiel, woraufhin sich die beiden Erstplatzierten jeder Gruppe für das Playoff-Halbfinale qualifizierten. Der Playoff-Gewinner wurde Britischer Meister. Für einen Sieg nach regulärer Spielzeit und nach Overtime erhielt jede Mannschaft zwei Punkte, für ein Unentschieden und eine Niederlage nach Overtime ein Punkt und für eine Niederlage nach der regulären Spielzeit null Punkte.

## Reguläre Saison

### Tabelle
|    | Klub                 | Sp | S  | U | N     | Tore    | Punkte |
| -- | -------------------- | -- | -- | - | ----- | ------- | ------ |
| 1. | Bracknell Bees       | 42 | 24 | 3 | 15(5) | 181:138 | 56     |
| 2. | Sheffield Steelers   | 42 | 24 | 2 | 16(2) | 188:155 | 52     |
| 3. | Manchester Storm     | 42 | 23 | 2 | 17(3) | 155:138 | 51     |
| 4. | London Knights       | 42 | 23 | 3 | 16(1) | 135:125 | 50     |
| 5. | Ayr Scottish Eagles  | 42 | 17 | 5 | 20(4) | 144:147 | 43     |
| 6. | Nottingham Panthers  | 42 | 18 | 3 | 21(1) | 140:165 | 40     |
| 7. | Cardiff Devils       | 42 | 17 | 4 | 21(2) | 138:149 | 40     |
| 8. | Newcastle Riverkings | 42 | 11 | 0 | 31(2) | 113:177 | 24     |

Sp = Spiele, S = Siege, U = Unentschieden, N = Niederlagen, OTS = Overtime-Siege, OTN = Overtime-Niederlage, SOS = Penalty-Siege, SON = Penalty-Niederlage, in Klammern (Anzahl der Niederlagen nach Overtime)

## Playoffs

### Gruppe A
|    | Klub                 | Sp | S | OTS | U | OTN | N | Tore  | Punkte |
| -- | -------------------- | -- | - | --- | - | --- | - | ----- | ------ |
| 1. | London Knights       | 6  | 3 | 2   | 0 | 0   | 1 | 28:14 | 10     |
| 2. | Newcastle Riverkings | 6  | 2 | 1   | 1 | 2   | 0 | 14:12 | 9      |
| 3. | Bracknell Bees       | 6  | 3 | 0   | 1 | 0   | 2 | 22:19 | 7      |
| 4. | Nottingham Panthers  | 6  | 0 | 0   | 0 | 1   | 5 | 07:26 | 1      |

Sp = Spiele, S = Siege, U = Unentschieden, N = Niederlagen, OTS = Overtime-Siege, OTN = Overtime-Niederlage, SOS = Penalty-Siege, SON = Penalty-Niederlage

### Gruppe B
|    | Klub                | Sp | S | OTS | U | OTN | N | Tore  | Punkte |
| -- | ------------------- | -- | - | --- | - | --- | - | ----- | ------ |
| 1. | Sheffield Steelers  | 6  | 2 | 2   | 2 | 0   | 0 | 26:14 | 10     |
| 2. | Ayr Scottish Eagles | 6  | 2 | 0   | 1 | 1   | 2 | 12:19 | 6      |
| 3. | Cardiff Devils      | 6  | 2 | 0   | 1 | 0   | 3 | 15:16 | 5      |
| 4. | Manchester Storm    | 6  | 1 | 0   | 2 | 1   | 3 | 12:16 | 5      |

Sp = Spiele, S = Siege, U = Unentschieden, N = Niederlagen, OTS = Overtime-Siege, OTN = Overtime-Niederlage, SOS = Penalty-Siege, SON = Penalty-Niederlage

### Halbfinale
- Sheffield Steelers – Newcastle Riverkings 1:3
- London Knights – Ayr Scottish Eagles 2:1 n. V.

### Finale
- London Knights – Newcastle Riverkings 7:3